# The Schemers
The Schemers é um filme de comédia mudo produzido nos Estados Unidos em 1916, dirigido por Will Louis e com atuação de Oliver Hardy.